# バラの刺青
『バラの刺青』（バラのいれずみ、The Rose Tattoo）は、テネシー・ウィリアムズの戯曲。1951年にブロードウェイで初演された。

## 映画化
『バラの刺青』（バラのいれずみ、The Rose Tattoo）は、1955年にアメリカ合衆国で公開された映画。同名のテネシー・ウィリアムズの戯曲を映画化したもので、脚本は、ウィリアムズ自身とHal Kanterによって改作された。
ダニエル・マン監督で、アンナ・マニャーニ、バート・ランカスター、マリサ・パヴァン、ジョー・ヴァン・フリートらが出演した。
ウィリアムズはもともと1951年にイタリア人のアンナ・マニャーニがブロードウェイ・シアターで上演するための戯曲を書いたが、当時、彼女は英語が苦手だったため申し出を拒否した。この映画化の時までに、彼女は準備ができていた。
アンナ・マニャーニは彼女のパフォーマンスでアカデミー主演女優賞を受賞し、映画は美術賞 – モノクロ作品と撮影賞 – モノクロ作品を受賞した。
また、作品賞、マリサ・パヴァンの助演女優賞を含む他の5つの賞にノミネートされた。

### キャスト
- アンナ・マニャーニ  … Serafina Delle Rose（セラフィナ）
- バート・ランカスター … Alvaro Mangiacavallo（アルヴァロ）
- マリサ・パヴァン  … Rosa Delle Rose
- Ben Cooper    … Marinheiro Jack Hunter
- ヴァージニア・グレイ … Estelle Hohengarten
- ジョー・ヴァン・フリート … Bessie（ベッシー）
- Sandro Giglio … Father De Leo
- Mimi Aguglia … Assunta
- Florence Sundstrom … Flora

### 賞とノミネート
| 賞                                       | カテゴリ                         | ノミネート                                               | 結果       |
| ---------------------------------------- | -------------------------------- | -------------------------------------------------------- | ---------- |
| 第28回アカデミー賞                       | 作品賞                           | ハル・B・ウォリス                                        | ノミネート |
| 第28回アカデミー賞                       | 主演女優賞                       | アンナ・マニャーニ                                       | 受賞       |
| 第28回アカデミー賞                       | 助演女優賞                       | マリサ・パヴァン                                         | ノミネート |
| 第28回アカデミー賞                       | 美術賞 – モノクロ作品            | Hal Pereira, Tambi Larsen, Samuel M. Comer, Arthur Krams | 受賞       |
| 第28回アカデミー賞                       | 撮影賞 – モノクロ作品            | ジェームズ・ウォン・ハウ                                 | 受賞       |
| 第28回アカデミー賞                       | 衣裳デザイン賞 – モノクロ作品    | イーディス・ヘッド                                       | ノミネート |
| 第28回アカデミー賞                       | 編集賞                           | Warren Low                                               | ノミネート |
| 第28回アカデミー賞                       | 劇・喜劇映画音楽賞               | アレックス・ノース                                       | ノミネート |
| 第10回英国アカデミー賞                   | 最優秀外国女優賞                 | アンナ・マニャーニ                                       | 受賞       |
| 第10回英国アカデミー賞                   | 最優秀外国女優賞                 | マリサ・パヴァン                                         | ノミネート |
| 第8回全米監督協会賞                      | 長編映画監督賞                   | ダニエル・マン                                           | ノミネート |
| Golden Goblet Awards                     | Special Mention                  | アンナ・マニャーニ                                       | 受賞       |
| 第13回ゴールデングローブ賞               | 映画部門 主演女優賞 (ドラマ部門) | アンナ・マニャーニ                                       | 受賞       |
| 第13回ゴールデングローブ賞               | 映画部門 助演女優賞              | マリサ・パヴァン                                         | 受賞       |
| 1955年ナショナル・ボード・オブ・レビュー | Top Ten Films                    | 『バラの刺青』                                           | 受賞       |
| 1955年ナショナル・ボード・オブ・レビュー | 女優賞                           | アンナ・マニャーニ                                       | 受賞       |
| 第21回ニューヨーク映画批評家協会賞       | 主演女優賞                       | アンナ・マニャーニ                                       | 受賞       |